# Kristi korsbärande
Kristi korsbärande är en oljemålning av den flamländske renässanskonstnären Pieter Bruegel den äldre. Den är signerad BRVEGEL, daterad 1564 och utställd på Kunsthistorisches Museum i Wien. 
Målningen skildrar evangeliernas berättelse om Jesu lidande och död. I förgrunden syns lärjungen Johannes, porträtterad som en skägglös yngling, och Jungfru Maria omgivna av Maria från Magdala och Maria, Kleofas hustru. I mellangrunden avbildas Jesus som fallit ner på knä under bördan av korset. Framför Jesus, i en hästdragen vagn, sitter de två rövarna Gestas och Dismas som korsfästes bredvid Jesus. I bakgrunden till vänster avbildas Jerusalem som, liksom flertalet personer och klädesplagg, har fått en flamländsk skepnad. Till höger leder vägen upp mot Golgata. Längst till höger syns en man som tros vara ett självporträtt av konstnären.  
Kristi korsbärande ansågs länge vara Bruegels största målning, tillika mest figurrika. Men år 2010 upptäcktes Bruegels signatur på Vinet till Sankt Martinsfesten som därmed är hans största  bevarade verk. Bruegel influerades av nederländsk bildtradition och i synnerhet Hieronymus Bosch, som målade flera versioner av Kristi korsbärande, och Rogier van der Weyden vars  Korsnedtagningen skildrar Jungfru Maria och Johannes på ett likartat sätt. Även den samtida Pieter Aertsen torde ha inspirerat Bruegel; på manieristiskt vis skildrade han bibliska personer som små staffagefigurer i flamländska landskap. 